# Nirim (Kibbuz)
Nirim (hebräisch נִירִים Nīrīm, deutsch ‚Neubrüche, neu gebrochene Ländereien‘) ist ein Kibbuz im nordwestlichen Negev in Israel. Er liegt nahe der Grenze zum Gazastreifen, etwa sieben Kilometer östlich von Chan Yunis, und fällt unter die Verwaltung der Regionalverwaltung Eschkol. Der Kibbuz hat eine Fläche von 22 km² und hatte 2018 eine Bevölkerung von 363 Menschen.

## Geschichte

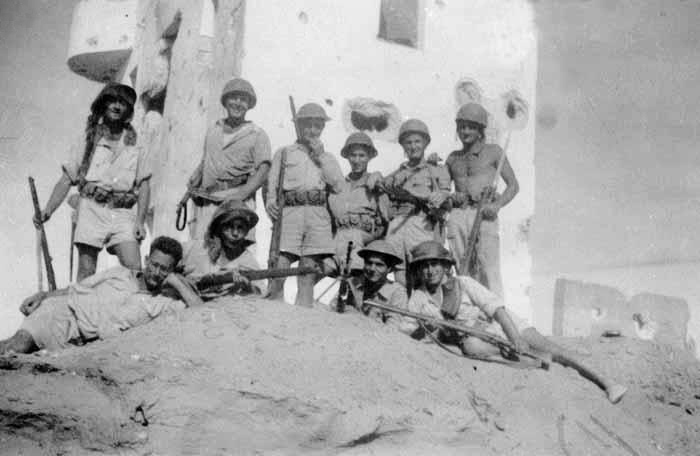
Soldaten nach der Schlacht von Nirim

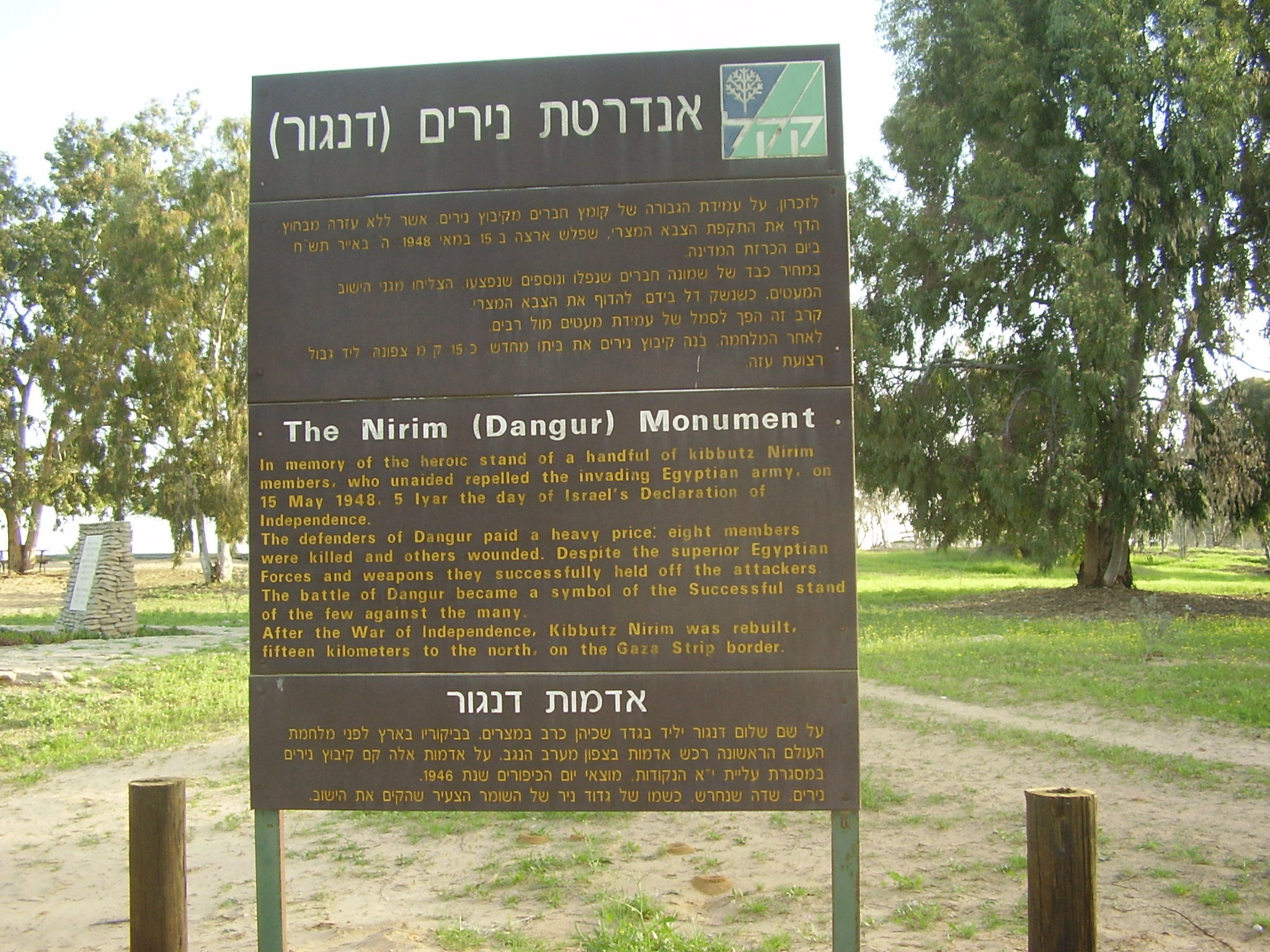
Gedenktafel an die Schlacht von Nirim

Der Kibbuz wurde im Juni 1946 im Rahmen des Elf-Punkte-Plans zur Erschaffung einer jüdischen Präsenz in der Negev gebildet mit dem Ziel, ihn später als Teil eines zukünftigen Staates Israel zu beanspruchen. Der Name stammt von der Nir Brigade der Jugendbewegung Hashomer Hatzair. Einige Mitglieder dieser Brigade halfen bei der Errichtung des Kibbuz, der anfangs an einem Ort gegründet wurde, der unter dem Namen „Dangour“ oder „Alt-Nirim“ bekannt ist.
Im Zuge des Ausbruchs des Krieges um Israels Unabhängigkeit am 15. Mai 1948, dem Tag nach der Israelischen Unabhängigkeitserklärung, war der Kibbuz die erste jüdische Ortschaft, die von den ägyptischen Streitkräften, in der Schlacht von Nirim, angegriffen wurde.
Die Familie von Salman Abu Sitta wurde gewaltsam aus dem Gebiet vertrieben und ihr Land, das damals als „Ma’in Abu Sitta“ bekannt war, wurde anschließend zur Erweiterung des Kibbuz genutzt.
Im Laufe der Schlacht näherten sich die ägyptischen Streitkräfte Nirim bis auf 25 Meter, bevor sie von den nur 39 Kämpfern, die den Kibbuz verteidigten, zurückgeschlagen wurden. Acht der 39 Kämpfer wurden während der Schlacht getötet und alle Häuser Nirims zerstört.
Die Bewohner des Kibbuz verließen Anfang 1949 ihre Siedlung und gründeten ihn unter Beibehaltung des alten Namens nahe der historischen Synagoge bei Chorvot Maʿon neu, wo er seither besteht. Der alte Ort wurde von den Israelischen Verteidigungsstreitkräften (IDF) unter Beibehaltung des Namens als grenznaher Außenposten belegt. Dort vergewaltigten am 12. August 1949, am Vorabend des Schabbat, Dutzenden von Soldaten nach einer Abstimmung, die mit Mehrheit angenommen wurde, ein beduinisch-palästinensisches Mädchen. Nach der Gruppenvergewaltigung wurde die Jugendliche ermordet und im Sand verscharrt. Ihr Name und ihr Alter sind weiterhin unbekannt. Dieses Verbrechen blieb mit dem Namen Nirim verbunden, war aber kaum mehr als ein Gerücht im Militär und der Regierung und ein kurzer Eintrag in David Ben-Gurions Tagebuch, dem Premierminister des israelischen Staates. 54 Jahre später durch einen Artikel in der Zeitung Haaretz aufgedeckt, verarbeitete die palästinensische Autorin Adania Shibli in dem Roman Eine Nebensache das Kriegsverbrechen. Der Historiker Benny Morris fand bei seinen Recherchen in den Militärarchiven, dass es viele Fälle von Vergewaltigung gab, die in der Regel mit Mord endeten. Nadera Shalhoub-Kevorkian, Professorin für Recht an der Hebräische Universität Jerusalem und Forscherin über militärische Gewalt gegen Frauen in Konfliktgebieten, erklärte, Vergewaltigung palästinensischer Frauen sei während des arabisch-israelischen Krieges von 1948 als militärische Taktik eingesetzt worden.
An dem von den IDF aufgegebenen Außenposten wurde am 8. Dezember 1949 der Kibbuz Dangor gegründet, der sich 1953 den Namen Nir Jizchaq gab. Dangor war die ursprüngliche Bezeichnung jenes Ortes, an dem sich der erste Kibbuz Nirim befand und in dessen Nachfolge der IDF-Außenposten.
In Nirim wurden nach der Spaltung der Arbeiterpartei Mapam im Jahr 1952 alle Anhänger Mosche Snehs des Kibbuz verwiesen. Bis 1956 war Nirim ständiges Ziel von Angriffen der palästinensische Fedajin-Kämpfer aus dem Gazastreifen.

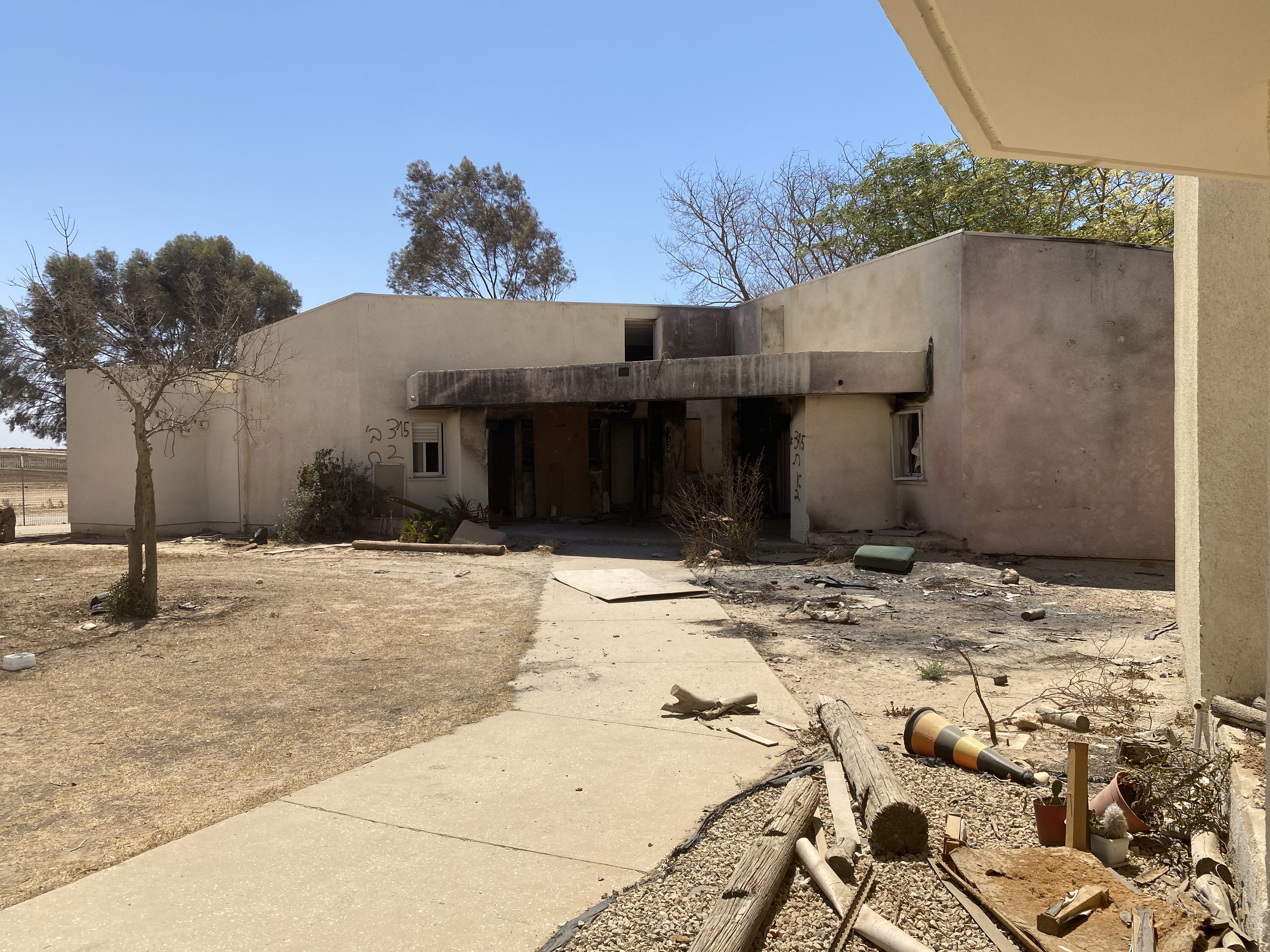
Ausgebranntes Haus nach dem Terrorangriff der Hamas

Seit 2000 wurde Nirim erneut Ziel von Kassam-Raketen aus dem Gazastreifen. Seit 2007 zählt Nirim zum „Gaza Envelope“, dem Grenzgebiet entlang der Grünen Linie mit zahlreichen Einschlägen aus dem Gazastreifen, das Israels besonderer steuerlicher Förderung unterliegt. Mit Beginn der Operation Gegossenes Blei im Januar 2009 wurden die meisten Bewohner Nirims, gemeinsam mit denen anderer Dörfer nahe dem Gazastreifen, evakuiert. Viele der evakuierten Familien wurden bis zum Ende der Kampfhandlungen im Kibbuz Mischmar haEmek in der Jesreelebene untergebracht.
Am 7. Oktober 2023 überfielen Angehörige der Hamas und andere bewaffnete palästinensische Gruppen aus dem Gazastreifen mehrere Kibbuzim in der Nähe des Gazastreifens, tötetem mehr als Tausend Israelis – darunter auch in Nirim, Ein HaSchlosha und Nir Yitzhak – und verschleppten über 200 Geiseln in den Gazastreifen.

## Landwirtschaft
Der Kibbuz Nirim produziert ökologische Erdnüsse, Süßkartoffeln, Weißrüben, Karotten und anderes Gemüse und exportiert dieses nach Europa. Das bestellte Land reicht bis zur Sperranlage um den Gazastreifen. Nach dem israelischen Rückzug aus Gaza 2005 entschied das israelische Verteidigungsministerium, einen Sicherheitsstreifen um die Sperranlagen zu bauen, der durch von Nirim landwirtschaftlich genutztes Gebiet verlief. Nirim musste dafür eine Million NIS aus seinem Entschädigungsfonds beisteuern.